# کابری (ساسکاچوان)
کابری (به انگلیسی: Cabri) یک منطقهٔ مسکونی در کانادا است که در ساسکاچوان واقع شده‌است. کابری ۱٫۳۳ کیلومتر مربع مساحت و ۳۹۹ نفر جمعیت دارد.